# Terellia bushi
Terellia bushi är en tvåvingeart som beskrevs av Korneyez 2006. Terellia bushi ingår i släktet Terellia och familjen borrflugor. Inga underarter finns listade i Catalogue of Life.